# 山下和仁
山下 和仁（やました かずひと、1961年3月25日 - ）は、日本のクラシック・ギタリストである。

## 略歴
1961年長崎県長崎市に生まれ、幼い頃から父山下亨にギターを学ぶ。16歳の時にラミレス（スペイン）、アレッサンドリア国際（イタリア）、パリ国際（フランス）の世界三主要ギター・コンクールにいずれも史上最年少で1位となる。
通常のクラシック・ギターのレパートリーのみならず、超絶技巧を駆使したオーケストラ作品の編曲でも知られ、ヴィヴァルディ「四季」（ジャズギタリストであるラリー・コリエルとのデュオ）、ストラヴィンスキー「火の鳥」、ドヴォルザークの交響曲第9番「新世界より」、ベートーヴェンのヴァイオリン協奏曲、バッハの無伴奏ヴァイオリンのためのソナタとパルティータや無伴奏チェロ組曲、リストの「ハンガリー狂詩曲第2番」などをギター独奏に編曲、特にムソルグスキーの「展覧会の絵」（ドイツ・レコード賞受賞）の全曲演奏が知られている。
その音楽性とテクニックは作曲者にもインスピレーションを与え、「アストラル・フレイクス」（渡辺香津美）、「天馬効果」（吉松隆）など多くのオリジナル作品が彼に捧げられている。近年は藤家渓子の作品に加え、アジアの新進作曲家のオリジナル曲の紹介に力を入れている。また、妹山下尚子とのデュオも高い評価を受けているほか、子ども3人との合奏も始めた。

## 主なコンクール歴
（課題曲および自由曲は、本選での演奏曲）
1971年11月、第17回九州ギター音楽コンクール（主催：九州ギター音楽協会）次点入賞。
- 課題曲／J・S・バッハ「無伴奏チェロ組曲第1番」（BWV1007）よりプレリュード
- 自由曲／エイトル・ヴィラ＝ロボス「練習曲」より1番

1972年12月、第18回九州ギター音楽コンクール優勝。
- 課題曲／シルヴィウス・レオポルト・ヴァイス「ファンタジア」
- 自由曲／フェルナンド・ソル「グランソロ」Op. 14

1973年11月、第16回ギターコンクール（現東京国際ギターコンクール、主催：日本ギター連盟）3位入賞。
- 課題曲／マヌエル・ポンセ「ギターとハープシコードのためのプレリュード」（アンドレス・セゴビア編による独奏）
- 自由曲／J・S・バッハ「無伴奏ヴァイオリンパルティータ第2番」(BWV1004) よりシャコンヌ

1976年12月、第19回ギターコンクール優勝。
- 課題曲／早川正昭「プレリュード」
- 自由曲／マリオ・カステルヌオーヴォ＝テデスコ「ソナタニ長調 ポッケリーニ賛歌」

1977年9月、第18回サンチアゴ・デ・コンポステーラ国際コンクール（スペイン）優勝。
- 課題曲／ホアキン・トゥリーナ「ファンダンギリョ」
- 自由曲／ホアキン・ロドリーゴ「祈祷と踊り」

1977年10月、第10回アレッサンドリア国際コンクール（イタリア）優勝。
- 課題曲／ロドリーゴ「アランフエス協奏曲」より第1・第2楽章（オーケストラ伴奏はミラノ・オーケストラ）
- 自由曲／本選での自由曲はなし

1977年10月、第19回パリ国際ギターコンクール（フランス）優勝。
- 課題曲／ソル「『わたしが羊歯だったら』の主題による変奏曲イ短調」Op. 26
- 自由曲／ベンジャミン・ブリテン「ノクターナル」Op. 70

## 主な学歴
1979年4月、長崎大学工学部材料工学科に入学。専門課程進学時に経済学部へ転籍し、1984年3月卒業。

## 主な初演歴
山下和仁はリサイタルでの世界初演を行う前、まずは父でありギターの師である山下亨が運営する長崎ギター音楽院の定例サロンコンサートで演奏し、観客の反応を試してから世に問うという経緯を必ずとってきた。よって厳密に言えば、どの曲も世界初演会場は長崎ギター音楽院となる。ここでは、世界初演曲は、リサイタルにおけるそれらを列記する。
1978年3月19日、東京・ヤマハホールにてデビューリサイタル。
曲目はJ・ S・バッハ「無伴奏チェロ組曲第3番」(BWV1009) 全曲、アレクサンデル・タンスマン「ポーランド風組曲」、ブリテン「ノクターナル」Op.70、ソル「グランソロ」Op.14、カステルヌオーヴォ＝テデスコ「ソナタニ長調 ポッケリーニ賛歌」、フェデリコ・モレーノ・トローバ「ファンダンギリョ」（アンコール1）、イサーク・アルベニス「セビーリァ」（アンコール2）、エンリケ・グラナドス「ゴヤの美女」（アンコール3）、マヌエル・デ・ファリャ「三角帽子」より「ファルーカ」（アンコール4）。
「ゴヤの美女」および「三角帽子」よりファルーカは、レコード・CD未収録。
1978年11月30日、大阪・毎日国際サロンにて、J・S・バッハ「無伴奏ヴァイオリンパルティータ第2番」(BWV1004) 全曲（山下和仁編）を世界初演。
「無伴奏ヴァイオリンパルティータ第2番」はシャコンヌのみがセゴビアの初演などで知られていたが、全曲演奏は世界初。
1980年10月14日、千葉県文化会館にて、ムソルグスキー「展覧会の絵」全曲をクラシック・ギターで独奏。
「展覧会の絵」 はそれまで第4曲「古城」のみセゴビア編が存在したが、全曲をギターで独奏するという試みはなかった。
曲目は、ソル「魔笛の主題による変奏曲」Op.9、トマゾ・アルビノーニ「アダージョ」（山下和仁編）、レノックス・バークリー「ソナチネ」Op.51、J・S・バッハ「組曲3番」(BWV995)、フランシスコ・タレガ「アルハンブラの思い出」、ムソルグスキー「展覧会の絵」全曲。
「アダージョ」はレコード・CD未収録。
1981年10月21日、長崎市民会館にてベートーヴェン「ヴァイオリン協奏曲ニ長調」Op.61全楽章を世界初演（オーケストラ伴奏は、山下亨指揮による長崎ギター合奏団）。
さらにこのリサイタルでは、ドヴォルザーク「交響曲第9番ホ短調 新世界より」第2楽章のギター独奏も世界初演された。
曲目は、前半が山下の独奏で、渡辺香津美「アストラル・フレークス」、フェデリコ・モンポウ「コンポステラ組曲」、ニコロ・パガニーニ「カプリス24番」。後半が長崎ギター合奏団との共演で、ベートーヴェン「ヴァイオリン協奏曲ニ長調」Op.61全楽章。アンコールは、ファリャ「三角帽子」よりファルーカ（アンコール1）、合奏との共演でヴィヴァルディ「ギター協奏曲ニ長調」（アンコール2）。
なお、全く同じプログラム内容で、1982年2月10日に東京中央会館にて催された。オーケストラ伴奏も同じく山下亨指揮による長崎ギター合奏団。
1983年3月15日、長崎市公会堂にてリスト「ハンガリー狂詩曲第2番」世界初演。
長崎県出身の優れた芸術家の業績顕彰に催されたもので、声楽家（バリトン）の勝部太、ヴァイオリンの福田恭子、ピアノの峰涼子と共演。3月15日・16日と、同一プログラム内容で2夜連続で行われた。
プログラムの最初は山下のギター独奏ではじまり、ヒメネス「『アロンソの結婚』より間奏曲」、タレガ「アルハンブラの思い出」、ドヴォルザーク「交響曲第9番ホ短調 新世界より」第2楽章、最後に世界初演曲のリスト「ハンガリー狂詩曲第2番」で締めくくられた。
1984年6月29日、カナダ・トロント国際ギターフェスティバルにて、ファイナルゲストとして客演。
ソル「魔笛の主題による変奏曲」Op.9、J・S・バッハ「無伴奏ヴァイオリンパルティータ第2番」(BWV1004) よりシャコンヌ、武満徹「フォリオス」、ブリテン「ノクターナル」Op.70、ムソルグスキー「展覧会の絵」全曲、シベリウス「蜘蛛の歌」（アンコール1）、ヘロニモ・ヒメネス「『アロンソの結婚』より間奏曲」（アンコール2）、ファリャ「三角帽子」よりファルーカ（アンコール3）、グラナドス「ゴヤの絵」（アンコール4）。
聴衆は約800人。うちギタリストは約450人で、ギター界の重要人物（レオ・ブローウェル、バルエコ、デイヴィッド・ラッセル、アリス・アーツ、マターニヤ・オーファ、ジョージ・ウォーレン、オデット、ホルムクィスト、メルカダル、サケラリュー、カスナー、フォレスト、ダナーなど）も会場で見守る中で行われた。
1984年8月31日、東京・簡易保険ホールにてストラヴィンスキー「火の鳥」世界初演。
ステージ後半の、ジャズギタリストラリー・コリエルとの二重奏によるヴィヴァルディ「四季」全曲も世界初演。
1984年9月26日、世宗文化会館（韓国ソウル）でのリサイタルのアンコール曲で、パブロ・デ・サラサーテ「ツィゴイネルワイゼン」を初演。
この曲はレコード・CD未収録。
なお「ツィゴイネルワイゼン」の日本人ギター独奏は、クラシック・ギター専門誌「現代ギター」1971年9月号によると、山下に先がけて1971年7月8日中林淳真（安田生命ホールリサイタル）の記録が残されている。
1985年6月27日、東京・新宿文化センターにて、山下尚子との二重奏でニコライ・リムスキー＝コルサコフ「シェヘラザード」全曲を世界初演。
1985年8月27日、埼玉県春日部市・春日部市民文化会館にて、山下尚子との二重奏でJ・S・バッハ「フランス組曲」第6番 (BWV817) を初演。
「フランス組曲」はレコード・CD未収録。
1986年2月20日、長崎市民会館にて、ドヴォルザーク「交響曲第9番ホ短調 新世界より」全曲を世界初演。
曲目は、トゥリーナ「セビリアーナ」、J・S・バッハ「無伴奏ヴァイオリンパルティータ第2番」(BWV1004) よりシャコンヌ、タレガ「アルハンブラの思い出」、ブリテン「ノクターナル」Op.70、ドヴォルザーク「交響曲第9番ホ短調 新世界より」全曲。
「セビリアーナ」はレコード・CD未収録。
1986年12月6日、東京・サントリーホール開館記念オープニングシリーズに客演。
十束尚宏指揮・NHK交響楽団により、バークリー「ギター協奏曲」、カステルヌオーヴォ＝テデスコ「ギター5重奏曲」、ベートーヴェン「ヴァイオリン協奏曲ニ長調」Op.61、グラナドス「ゴヤの美女」（アンコール）を演奏。
1988年8月8日・9日、長崎現代画廊にて、J・S・バッハの「無伴奏ヴァイオリンのためのソナタとパルティータ」全曲演奏を世界初演。
長崎現代画廊は長崎ギター音楽院と兼ねているが、定例サロンコンサートでなくリサイタル形式で催された。2日にまたがるプログラムであり、初日の曲目では、「無伴奏ヴァイオリンソナタ第1番」(BWV1001) の前にJ・S・バッハによるリュートむけのオリジナル曲「プレリュード・フーガ・アレグロ」(BWV998) および「リュート組曲1番」(BWV996) 全曲がおかれた。同じプログラムが、1989年12月16日・17日に東京・カザルスホールでも行われた。
1989年7月8日、カザルスホールにて、カステルヌオーヴォ＝テデスコ「ゴヤによる24のカプリチョス」全曲を世界初演。
なお、同年8月に録音され、1991年4月に発売されたCD「ゴヤの24のカプリチョス」(CROWN: CRCC-6) は、1991年度の洋楽部門で唯一の文化庁芸術作品賞を受賞した。
1989年9月16日、カザルスホールにて、50分にもおよぶハンス・ヴェルナー・ヘンツェの大曲「カンマームジーク1958」全曲を世界初演。
この曲はレコード・CD未収録。
1994年5月18日、カステルヌオーヴォ＝テデスコ「プラテーロとわたし」全曲世界初演。
2006年2月16日、東京・トッパンホールにて、フランツ・シューベルト「6つの楽興の時」Op. 94全曲（ガネシュ・デル・ヴェスコヴォ編）を世界初演。
この曲はレコード・CD未収録。

## 演奏活動の特徴

### ギター独奏によるオーケストラ曲の編曲と演奏
ある意味では山下の代名詞になっているのが、それまでは誰もが考えもしなかった、ギター独奏によるオーケストラ曲の編曲と演奏である。
これは1980年代に集中しており、ムソルグスキー「展覧会の絵」（1980年）に始まり、その後、ベートーヴェン「ヴァイオリン協奏曲ニ長調」Op. 61（1982年）、リスト「ハンガリー狂詩曲第2番」（1983年）、ストラヴィンスキー「火の鳥」（1985年）、ドヴォルザーク「交響曲第9番 新世界より」全曲（1986年）、妹・尚子とのデュオによるシベリウス「フィンランディア」（1985年）、リムスキー＝コルサコフ「シェヘラザード」（1985年）と続いた。
1990年代以降は、2000年のビートルズ曲集というポピュラーものを除いて、ギター独奏によるオーケストラ曲の編曲・演奏・録音はない。
「展覧会の絵」「ハンガリー狂詩曲」「火の鳥」は長らく演奏されていないが、ドヴォルザーク「交響曲第9番 新世界より」第2楽章のみ、山下は近年でも好んで演奏している。

### 大規模な編曲、演奏と録音
1990年代以降の山下に特筆される活動は、J・S・バッハによる「無伴奏ヴァイオリン・ソナタとパルティータ」全曲、同「無伴奏チェロ組曲」全曲、同「リュート組曲」全曲、カステルヌオーヴォ＝テデスコによる「ゴヤによる24のカプリチョス」（1991年）、同「プラテーロとわたし」（1997年）、そして「黎明期の日本ギター曲集」（1999年文化庁芸術祭大賞を受賞。2002年に第2集）などのギター本来のレパートリーやオリジナル作品に見られる。特に、「ソルのギター曲全集」（1989年）は、CD16枚にもおよぶ大きな企画であった。

### 内外の作曲家への委嘱と多くの献呈曲
先に述べたような膨大なレパートリーを持ちながら、なおかつギターのための新しいレパートリーの獲得にも積極的で、内外の作曲家たちへの働きかけ、また共同作業などにより、作曲家よりギターオリジナル曲を献呈されている。
チノ・トレド（フィリピン）、チナリー・ウン（カンボジア）、ロス・カレイ（ニュージーランド）、ナロングリット・ダーマブトラ（タイ）などのアジアの作曲家や、ガネシュ・デル・ヴェスコヴォ（イタリア）によるシューベルト「6つの楽興の時」Op. 94がある。国内では渡辺香津美「アストラル・フレイクス」、吉松隆「リトマス・ディスタンス」「ギター協奏曲天馬効果」などの献呈曲がある。
また、藤家渓子の「ギターソナタ青い花」他多数の独奏曲、ギターデュオ「彼女らの美しき生活」、3つのギター協奏曲、ギターが重要な役割を担うモノローグ・オペラ「蝋の女」「赤い凪」などの作品も、積極的に取り上げている。

### ギター合奏で培ったアンサンブル能カ
山下はソロ演奏の研鑚を積む一方で、師たる父・山下亨が率いる長崎ギター合奏団にも所属し、ギター合奏によるギター協奏曲や一般のオーケストラ曲の演奏に親しみ、アンサンブル能力を磨いていた。かつて「ギター合奏をやっていたので『展覧会の絵』を編曲しようという発想が出た」と明言して、ギター合奏の可能性を力説していた。

### ギター協奏曲への積極的な取り組み
山下は1979年、18歳にして日本人としては初めてギター協奏曲を録音している。曲はロドリーゴ「アランフエス協奏曲」と、カステルヌオーヴォ＝テデスコ「ギター協奏曲第1番」Op. 99で、オーケストラ伴奏は東京フィルハーモニー管弦楽団。
その後、パイヤール室内管弦楽団との「アランフエス協奏曲」再録、ロドリーゴ「ある貴紳のための幻想曲」、ヴィヴァルディ、フェルディナンド・カルッリ、マウロ・ジュリアーニ、バークリー、カステルヌオーヴォ＝テデスコ（ギター協奏曲全3曲）、野田曄行、吉松隆、藤家渓子などの多くの協奏曲を演奏・録音している。
中でも特筆すべきは、ベートーヴェンの「ヴァイオリン協奏曲ニ長調Op. 61」をギター用に編曲・演奏・録音したことであろう（1982年）。この曲は、1986年12月6日のサントリーホール・オープニングシリーズでも、NHK交響楽団の共演で演奏された。

### 多数の海外の一流演奏家との共演、豊富な海外演奏歴
今までの共演者として、ジェームズ・ゴールウェイ（フルート、元ベルリン・フィルハーモニー管弦楽団首席奏者）、ヴォルフガング・シュルツ（フルート、ウィーン・フィルハーモニー管弦楽団首席奏者（当時））、ゲーリー・カー（コントラバス）、ラリー・コリエル（ジャズギター）、東京カルテット、パイヤール室内管弦楽団、ヤナーチェク室内管弦楽団、イ・ソリスティ・ヴェネティなどがいる。
また日本国外においても、1984年トロント国際ギター・フェスティバル以降、毎年のように海外の国際フェスティバルに招かれて出演している。

## その他エピソード

### エチュードを体系的にはやってこなかった
クラシック・ギターのメソッド体系では、中級者以上の場合、マッテオ・カルカッシ「25のエチュード」Op. 60や、ソル「20のエチュード」（セゴビア編）の習得が必須である。これは全世界で共通しているオーソドックスなものだが、山下は父がギター教師で、父の運営する長崎ギター音楽院も生徒に対してカルカッシとソルを体系的に指導しているにもかかわらず、山下自身はこれらエチュードの類をほとんどやらなかった。
「禁じられた遊び」の後、ルイゼ・ワルカー「小ロマンス」、ヴィラ＝ロボス「前奏曲第1番」、ソル「魔笛の主題による変奏曲」Op. 9、同「グラン・ソロ」Op. 14、そしてJ・S・バッハのシャコンヌという順序で、自分が弾きたい曲だけを選んで取り組んだという。

### 「禁じられた遊び」など通常の曲での特殊奏法
山下和仁編「展覧会の絵」には従来になかった特殊奏法が多く登場するが、通常の曲でも山下の奏法は非常に特殊である。
例えば「禁じられた遊び」の場合、上声部はamiで弾くのが普通である。しかし山下は、mai, すなわち2弦をaで支えたまま、メロディーの1弦をmでアポヤンド後、支えのaで2弦をアルアイレ → 3弦を i でアルアイレ、でのアルペジオを行っている。また、p指の置き支えも頻繁であり、6弦をpでアルアイレ後、pは空中に止まるのが普通である。だが山下は、pでのアルアイレ直後に4弦上でpを置き支え、上声部のアルペジオを行なっている。
シベリウス編「蜘蛛の歌」など他の曲でも、通常は1弦をaでアポヤンドし2・3弦の中声部和音をmiのブロックで弾くところを、やはりaを2弦上で支えたまま1弦をmでアポヤンドし、2・3弦の中声部和音をaiで弾いたりしている。
2・3弦をmiのブロックで弾く場合は、1弦上をaで置き支えている場合がほとんどである。

### 指のストロークが強く大きく深すぎ、表面板に傷
1980年代のLPジャケットに登場する山下のギター（ラミレス製） は、サウンドホール下側（1弦側）付近の表面板ニスがはがれ落ちており、白い木目がむき出しになっている。これは右指のストロークが余りにも強く大きく深すぎるあまり、表面板をひっかいてしまって出来たもの。

### 12歳の少年山下が呼んだ論争
1973年12月に行なわれた、第16回東京国際ギターコンクールで12歳の山下は3位入賞を果たしたが、その選考と論評がちょっとした論争を起こした。きっかけとなったのは、音楽評論家の安達右一が「現代ギター」1974年2月号に寄せたコンクールレポートだった。
「山下が3位になった理由として、園部三郎審査員長がコンクール審査評で、強いていえばと前置きして、『バッハのシャコンヌという自由曲の選曲が無理だったことと、楽器が身体に比して大き過ぎたこと』の2点を挙げていたが、そんなことはどうでもいいといわんばかりに、万場は拍手を惜しまなかったのだから、リストの言葉も当てはまろうというものである」と、安達自身は優勝を予想した山下が、3位という予想外の結果に終わったことについて、会場の反応もまじえながら批判した。
安達を肯定する意見と、バッハのシャコンヌはそもそも12歳の少年には（音楽的に）無理だ、という一般論の立場から3位という結果を支持する意見とが、「現代ギター」誌に多く寄せられた。また、批判の矢面に立たされた園部自身も、安達への反論文を「現代ギター」1974年3月号に寄稿し、論争をにぎわした。

### 当時のクラシックギター界重鎮・セゴビアが山下を賞賛
1979年、スペインの日本大使館公邸での天皇誕生日レセプションにエミリア夫人同伴で招待されたアンドレス・セゴビアは、スピーチにて「日本には、パリ国際コンクールに最年少で優勝した、将来が非常に有望な天才少年がいる」と山下を賞賛した。
セゴビアが山下を知ったのは、山下が参加した1977年のサンティアゴ・デ・コンポステーラでの講習会とコンクール（どちらもスペイン政府文化省主催）にセゴビアが講習会講師および審査員として参加したことから始まる。山下はロドリーゴ「ファンダンゴ」でセゴビアのマスタークラスを受けたが、この時、セゴビアは山下に対しあまり強く弾きすぎないようアドバイスしている。

### 「展覧会の絵」の編曲にまつわる批評
ムソルグスキーが1874年にピアノ曲として書き、1922年に行われたモーリス・ラヴェルの管弦楽編が名高くした組曲「展覧会の絵」を、山下は全曲をクラシック・ギター独奏用に編み、演奏した（1980年）。いくつかの「プロムナード」のうちのひとつのみが省かれているが、これはラヴェルの管弦楽版にならったものである。
ピアノと異なり、クラシック・ギターには音域のほか同時に使用できる音の選択にもかなり大きな制限がある。「弾きやすい調性」が限られるのがギターの性格で、いろいろな傾向の曲を含む組曲は、各曲それぞれを任意の調に移す方が演奏は容易となる。しかし山下は、それではムソルグスキーが故あって「プロムナード」で曲間をつないだこの組曲のロジックが傷つくと判断し、あえて「全体を一貫して半音下げる」方法をとった。そのために増大した技術上の難問を、変則調弦と数々の特殊奏法を用いることにより切り抜けた。

### 最高音でナチュラルCの実音が出てくる、ベートーヴェン「ヴァイオリン協奏曲ニ長調」Op．61
クラシック・ギターは通常19フレットまでしかなく、スタンダードチューニングの場合の高音域の限界はBである。だが、ベートーヴェン「ヴァイオリン協奏曲ニ長調」Op. 61第1楽章436・437小節目にはナチュラルCが出てくる。このため山下は、この曲を演奏する場合、マッチ棒の切れ端を付け足して20フレットを臨時に作り、ナチュラルCを確保している。これはアグスティン・バリオス「森に夢見る」などの対策で、おなじみの方法である。ナチュラルCを要求する現代ギター曲はあるが、メジャーではない。

### 渡辺香津美との幻の二重奏コンサート
ジャズギタリストの渡辺香津美はクラシック・ギター音楽にも関わりが深く、デビュー直後の山下とも親交を深めていた。当時、「ギター対話」というタイトルの山下と渡辺の対談集も径書房から発売されている。
渡辺はかねてから山下との二重奏を希望しており、山下のマネージャーが吉松隆にデュオ曲を依頼。1985年に曲が完成し、ホールを予約し日程も具体化しようとしていた矢先、マネージャーが行方をくらましてしまい、山下と渡辺の二重奏コンサートは幻になってしまった。

### ゴールウェイの賛辞
1986年5～7月、欧州で山下和仁とジョイント・コンサートを行ったジェームズ・ゴールウェイは、山下のドヴォルザーク「新世界より」第2楽章独奏に対して、「ベルリン・フィルは本当に必要なのだろうか？」との賛辞を送っている。山下自身も「新世界より」第2楽章には愛着が深く、リサイタルでも度々披露している。

### 幻の映像作品
1987年6月、キングレコードにて行われた「新世界より」全曲録音時には、3台のカメラによる同時録画も行われていた。ビデオ撮りが実現したことは、山下にとっても長年の念願の1つであり、ソロ・ビデオが発表されることに期待していると当時の山下は語っていたが、その映像は未だに発表されていない。

### オーケストラがついてこられなかった「アランフェス協奏曲」
1992年6月5日、大阪・ザ・シンフォニーホールでの山下和仁＆ガルシア・ナヴァロ指揮市立管弦楽団による「アランフェス協奏曲」の演奏中、第3楽章を高速で弾きまくる山下にオーケストラがついてこられず、オーケストラが止まりかけてしまうハプニングがあった。

## レコーディング歴

### オリジナルアルバム
2006年9月現在、これまでCD枚数にして74枚を発表している（オムニバス形式のカップリングを除く）。
1.「禁じられた遊び～華麗なるギターサウンドエフェクト」
禁じられた遊び、グランソロ（ソル）、アンダンテOp. 31-4（ソル）、ノクターナルOp. 70（ブリテン）
1977年4月録音（7月発売）、LP（RVC：RDC-8）→ CD（BMG：BVCC-35128）
2.「ノクターナル～山下和仁ギターリサイタル1」
「私が羊歯だったら」の主題による変奏曲Op. 26（ソル）、ノクターナルOp. 70（ブリテン）、ソナタニ長調「ボッケリーニ讃歌」（カステルヌオーヴォ＝テデスコ）、カタロニア民謡による変奏曲（ジョン・デュアート）
1978年8月録音（1979年1月発売）、LP（VICTOR：SJX-9538）→ CD（VICTOR：VDC-1220）
3.「アランフェス協奏曲」
アランフェス協奏曲（ロドリーゴ）、ギター協奏曲第1番（カステルヌオーヴォ＝テデスコ）
協演：山岡重信指揮、東京フィルハーモニー管弦楽団
1979年4月録音（8月発売）、LP（RVC：RVC-2280）→ CD（BMG：BVCC-35129）
4.「大聖堂～山下和仁ギターリサイタル2」
大序曲（ジュリアーニ）、蜘蛛の歌（シベリウス）、カプリスNo. 24（パガニーニ）、大聖堂（バリオス）、音楽の小箱（イサイアス・サヴィオ）、グランドソナタOp. 22（ソル）
1980年4月録音（8月発売）、LP（VICTOR：SJX-9544）→ CD（VICTOR：VDC-1221）
5.「シャコンヌ・プレイズバッハ」
無伴奏ヴァイオリンパルティータ第2番 BWV1004, 無伴奏チェロ組曲第6番 BWV1012（J・S・バッハ／山下和仁＆セゴビア編）
1980年5月録音（11月発売）、LP（RVC：RCL-8014）→ CD（BMG：BVCC-2503）
6.「展覧会の絵」
組曲「展覧会の絵」（ムソルグスキー／山下和仁編）
1981年3月録音（6月発売）、LP（RVC：RCL-8042）→ CD（RVC：RCCD-1021、BMG：BVCC-2501、BVCC-37291）
7.「コンポステラ組曲」
コンポステラ組曲（モンポウ）、祈祷と踊り（ロドリーゴ）、幻想ソナタ（フアン・マネン）、アルハンブラの想い出（タレガ）
1981年8月録音（1982年1月発売）、LP（RVC：RCL-8301）→ CD（BMG：BVCC-35130）
8.「ギター協奏曲/ベートーヴェン」
ギター協奏曲Op. 61（ベートーヴェン／山下和仁編）
協演：手塚幸紀指揮、新日本フィルハーモニー交響楽団
1982年3月録音（6月発売）、LP（RVC：RCL-8324）→ CD（RVC：R32C-1014）
9.「モダンコレクション」
フォリオス（武満徹）、アストラル・フレイクス（渡辺香津美）、リトマス・ディスタンス（吉松隆）、インテルメッツォ（野田暉行）
1982年6月録音（8月発売）、LP（ALFA：ALR-28038）→ CD（BMG：BVCC-35132）
10.「パスピエ/山下和仁&尚子（ギターデュオ）」
はかなき人生（ファリャ）、パスピエ（クロード・ドビュッシー／山下和仁編）、第一歩（ソル）、対話風二重奏曲No. 1（カルッリ）、組曲（エドゥアルド・カウフマン）、セレナーデ（アンドレ・ジョリヴェ）、ソナタニ長調（クリスティアン・ゴットリープ・シャイドラー）
1982年8月録音（12月発売）、LP（RVC：RCL-8348）
11.「ハンガリー狂詩曲」
「新世界より」第2楽章ラルゴ（ドヴォルザーク）、「アロンソの結婚」間奏曲（ヒメネス）、ハンガリー狂詩曲第2番（リスト）、白鳥（カミーユ・サン＝サーンス）、カプリスNo. 24（パガニーニ）（全て山下和仁編）
1983年3月録音（6月発売）、LP（RVC：RCL-8370）
12.「SONATA」
ソナチネ（トローバ）、ソナチネ（バーグレイ）、ソナタ3番（ポンセ）、ソナタ（トゥリーナ）
1983年7月録音（10月発売）、LP（RVC：RCL-8379）
13.「グリーンスリーブス/山下和仁&尚子（ギターデュオ）」
トッカータ（ピエール・プティ）、グリーンスリーブス変奏曲（ザムエル・シャイト）、ロンド（カルッリ） 、プレリュードとフーガNo. 4（カステルヌオーヴォ＝テデスコ）、月光（ソル＆ダニエル・フォルティア）、セレナーデNo. 3（カルッリ）（以上デュオ）、ファンダンゴ（ロドリーゴ）（和仁ソロ）、グランホタ（タレガ）（尚子ソロ）
1983年9月録音（1984年1月発売）、LP（RVC：RCL-8386）
14.「内なる想い」
内なる想い（ビセンテ・アセンシオ）、独創的幻想曲（ホセ・ビニャス）、スペインのフォリアによる変奏曲とフーガ（ポンセ）
1984年4月録音（10月発売）、LP（RVC：RCL-8398）→ CD（BMG：BVCC-35131）
15.「四季/L. コリエル（ジャズギター）&山下和仁」
四季（ヴィヴァルディ／コリエル、山下和仁、渡辺香津美、大島ミチル編）
1984年9月録音（12月発売）、LP（RVC：RCL-8102）→ CD（RVC：RJCD-107、BMG：BVCJ-35033）
16.「フィンランディア/山下和仁&尚子（ギターデュオ）」
フィンランディア（シベリウス／山下和仁編）、歌劇「皇帝ティートの慈悲」序曲（ヴォルフガング・アマデウス・モーツァルト／ジュリアーニ編）、ディベルティメント（ジャン・フランセ）、ディベルティメントNo. 1（ソル）（以上デュオ）、ギター讃歌（レヒーノ・サインス・デ・ラ・マーサ）（和仁ソロ）、主題と変奏（バークレイ）（尚子ソロ）
1984年8月録音（1985年1月発売）、LP（RVC：RCLー8409）
17.「ギター協奏曲集/山下和仁&ヤナーチェク室内管弦楽団」
ギター協奏曲Op. 30（ジュリアーニ）、ギター協奏曲（カルッリ）、ギター協奏曲ニ長調（ヴィヴァルディ）
1984年11月録音（1985年6月発売）、LP（RVC：RCL-8417）→ CD（RVC：RCCD-1038）
18.「火の鳥」
火の鳥（ストラヴィンスキー）、「新世界より」第2楽章（ドヴォルザーク）（以上和仁ソロ）、小組曲（ドビュッシー）（和仁＆尚子デュオ）（全て山下和仁編）
1985年4月録音（10月発売）、LP（RVC：RCL-8424）→ CD（RVC：RCCD-1070）
19.「シェエラザード/山下和仁&尚子（ギターデュオ）」
交響組曲「シェエラザード」（リムスキー＝コルサコフ／山下和仁編）
1985年6月録音（10月発売） 、LP（RVC：RCL-8425） → CD（RVC：RCCD-1071、BMG：BVCC-35133、BVCC-2502）
20.「ロマンティックソナタ」
ソナタロマンティカ（ポンセ）、ポーランド組曲（タンスマン）
1986年1月録音（5月発売）、LP（RVC：RCL-8436）→ CD（RVC：R32C-1032）
21.「天馬効果」
天馬効果（吉松隆）、ギター協奏曲（野田暉行）協演：尾高忠明指揮、東京フィルハーモニー交響楽団
1986年8月録音（10月発売）、LP（RVC：RCL-8444）→ CD（BMG：BVCC-2524）
22.「イタリアンセレナード/J. ゴールウェイ（フルート）&山下和仁 」
アンダンテと変奏（ジョアキーノ・ロッシーニ）、ソナタOp. 85（ジュリアーニ）、協奏風ソナタ（パガニーニ）、4つのソナタ（ドメニコ・チマローザ）
1986年6月録音（1987年3月発売）、LP（RVC：RCL-8449）→ CD（RVC：R32C-1061）
23.「アランフェス協奏曲/山下和仁&パイヤール室内管弦楽団」
アランフェス協奏曲（ロドリーゴ）、ある貴紳のための幻想曲（ロドリーゴ）、ギター協奏曲（バークレイ）
1986年7月録音（1987年9月発売）、LP（RVC：REL-104）→ CD（BMG：BVCC-37279、BVCC-2526）
24.「新世界より」
交響曲第9番「新世界より」全楽章（ドヴォルザーク／山下和仁編）
1987年6月録音（12月発売）、LP（KING：K20C-477）→ CD（KING：K33Y-246、KICC-60）
25.「ヴィラ・ロボス前奏曲&練習曲」
5つの前奏曲、12の練習曲（ヴィラ＝ロボス）
1987年7月録音（1988年5月発売）、CD（RVC：R32C-1116）
26 - 41.「F. ソルギター曲全集」
「第1巻」（VDC14-16）ソナタ・変奏曲・セレナータ他、「第2巻」（VDC17-18）幻想曲集、「第3巻」（VDC19-21）ディベルティメント・メヌエット、「第4巻」（VDC22-24）練習曲集、「第5巻」（VDC25-27）小品集、「第6巻」（VDC28-29）二重奏曲集（2ndギター：山下尚子）
1987年6月および12月録音（1989年2・3・5月発売）、CD16枚（VICTOR：VDC14-29）
42 - 43.「無伴奏ヴァイオリンソナタ&パルティータ全曲」
無伴奏ヴァイオリンソナタ＆パルティータ全6曲 BWV1001-1006（J・S・バッハ／山下和仁編）
1989年8月録音（11月発売）、CD2枚組（CROWN：CRCC-7001&2）
44.「ゴヤの24のカプリチョス」
ゴヤの24のカプリチョス全曲（カステルヌオーヴォ＝テデスコ）
1989年8月録音（1991年4月発売）、CD（CROWN：CRCC-6）
45.「3つのギター協奏曲/山下&L. スラトキン指揮ロンドン・フィルハーモニー管弦楽団」
ギター協奏曲第1番、ギター協奏曲第2番、デュオ協奏曲（第2ギター：山下尚子）（カステルヌオーヴォ＝テデスコ）
1989年8月録音（1990年9月発売）、CD（BMG：BVCC-35134、BVCC-23）
46 - 47.「無伴奏チェロ組曲全曲」
無伴奏チェロ組曲全6曲 BWV1007-1012（J・S・バッハ／山下和仁編）
1990年8月録音（10月発売）、CD2枚組（CROWN：CRCC-7003&4）
48.「鳥の歌/小品集」
コンポステラの歌（作者不詳／山下和仁編）、アルハンブラの思い出（タレガ）、前奏曲第1番（グイド・サントルソラ）、セゴビア（アルベール・ルーセル）、中央アジアの草原にて（アレクサンドル・ボロディン／山下和仁編）、雨だれ（ジョージ・C・リンゼイ）、ロマンティックな一葉（フェリペ・ペドレル）、アレグロ（ストラヴィンスキー／ノーマン編）、前奏曲作品16の4（ アレクサンドル・スクリャービン／セゴビア編）、禁じられた遊び（スペイン民謡）、サラバンド（フランシス・プーランク）、セゴビアーナ（ダリウス・ミヨー）、アギレへの讃歌（ホルヘ・ゴメス・クレスポ）、タランテラ（ナポレオン・コスト）、歌と踊り第1番（アントニオ・ルイス・ピポー）、蜘蛛の歌（シベリウス）、音楽の小箱（サヴィオ）、エレジー（サグレアス）、「アロンソの結婚」間奏曲（ヒメネス）、前奏曲第11番（タレガ）、ゲットー・ソング（ヴラジーミル・ホロヴィッツ）、カンタービレ（ディオニシオ・アグアド）、鳥の歌（カタロニア民謡／山下和仁編）
1991年6月録音（9月発売）、CD（CROWN：CRCC-8、APO盤：CROWN：CRCC-20001）
49.「ギター五重奏曲集/山下和仁&東京カルテット」
ギター五重奏曲第4&6番（ルイジ・ボッケリーニ）、ギター五重奏曲（カステルヌオーヴォ＝テデスコ）
1990年2月録音（1991年9月発売）、CD（BMG：BVCC-35135、BVCC-59）
50.「ギターデュオによるモーツァルトのオペラ/山下和仁&尚子」
オペラ「魔笛」「フィガロの結婚」「ドン・ジョバンニ」より
1991年8月録音（11月発売）、CD（CROWN：CRCC-10）
51.「無伴奏フルートパルティータ&リュート組曲」
組曲 BWV996、パルティータ BWV997、プレリュード・フーガ＆アレグロ BWV998、プレリュードBWV999、パルティータ BWV1013（J・S・バッハ／山下和仁編）
1991年9月録音（12月発売）、CD（CROWN：CRCC-12）
52.「ジュリアーニ：ギター室内楽アルバム」
デュオ・コンチェルタンテOp. 25 (Vl&G)、グラン・デュエット・コンチェルタンテOp. 52 (Vl&G)、セレナーデOp. 19 (Vl&G&Vc) 共演：ジェームズ・ゴールウェイ（フルート）、J. スウェンセン（ヴァイオリン）、E. アンダーソン（チェロ）
1988&89年録音（1992年7月発売）、CD（BMG：BVCC-35136、BVCC-115）
53 - 54.「プラテーロとわたし」
プラテロとわたし（全曲）（カステルヌオーヴォ＝テデスコ）共演：T. J. ベルガンサ（朗読）
1993年10月録音（1997年2月発売）、CD2枚組（CROWN：CRCC7010-11）
55.「ヴィラ・ロボス：12の練習曲&5つの前奏曲」
12の練習曲、5つの前奏曲（ヴィラ＝ロボス）
1994年2月録音（5月発売）、CD（BMG：BVCC-666）
56.「風色ベクトル/吉松隆ギターソロ作品集」
空色テンソル、風色ベクトル、水色スカラー、聖歌、ノエル、リトマスディスタンス
1994年6月録音（9月発売）、CD（BMG：BVCC-673）
57.「山下和仁&シモーネ指揮イソリスティヴェネティ」
トリオソナタハ長調RV82&ト短調RV85, リュート協奏曲ニ長調RV93, マンドリン協奏曲ハ長調RV425（ヴィヴァルディ）、ギター協奏曲Op. 30管弦楽オリジナル版（ジュリアーニ）
1994年4月録音（1995年1月発売）、CD（BMG：BVCC692）
58.「ド・フォッサ：ギターソロ作品集」
オペラ「バグダッドのカリフ」序曲、第1幻想曲、4つのディベルティメント、スペインのフォリアによる第5幻想曲、リクエルド、チロリアン変奏曲
1995年6月録音（1995年11月発売）、CD（BMG：BVCC-719）
59.「ポンセ・5つのソナタ」
ソナタメヒカーナ、ソナタ第3番、ソナタロマンティカ、ソナタクラシカ、ソナタメロディオナル（ポンセ）
1995年12月録音（1996年5月発売）、CD（BMG：BVCC-736）
60.「タンスマン・ギター作品集」
カバティーナ、マズルカ、ポーランド組曲、ショパン讃歌、ワレサ讃歌、スクリャービンの主題による変奏曲他
1996年3月録音（1996年11月発売）、CD（BMG：BVCC-747）
61.「家/藤家溪子ギターソロ作品集」
ボドルムの海、彼方へ、そして水平線 、寂夜、夜との語らい、家、悲しみ、プリマヴェーラ、甘いやさしさ
1996年12月録音（1997年4月発売）、CD（brinrinri：KYBR-9701）
62.「ファンダンギーリョ/Spanish Recital」
ファンダンギーリョ、ソナタ（トゥリーナ）、ドビュッシー讃歌（ファリャ）、コンポステラ組曲（モンポウ）、ソナチネ、ブルガレーサ、マドロニョス（トローバ）、サラバンド（ロドリーゴ）
1997年2月録音（1997年11月発売）、CD（BMG：BVCC-772）
63.「はちすずめ・インドの歌/小品集Vol. 2」
セレナーデ（ギュスターヴ・サマズイユ）、アルバ（ハンス・ハウク）、マーチ～劇音楽「リア王」作品58aより（ドミートリイ・ショスタコーヴィチ）、カンシオン（モンポウ）、はちすずめ（フリオ・サグレラス）、むなしき後悔（アーネスト・シャンド）、エチュードOp. 31の4（ソル）、この道（山田耕筰）、赤とんぼ（山田耕筰）、セレナーデ（アレクサンドル・ボロディン）、哀歌（ドロール）（ホセ・アントニオ・ドノスティア）、カンシオン第3番（フリアン・アギーレ）、タランテラ（カステルヌオーヴォ＝テデスコ）、インドの歌～歌劇「サトコ」より（リムスキー＝コルサコフ）、くまんばち（エミリオ・プジョル）、アラゴネーズ～歌劇「カルメン」より（ジョルジュ・ビゼー）、霧の朝（ウラジーミル・アバザ）、子守歌（アレクサンドル・イヴァノフ＝クラムスコイ）、即興曲（フォルティア）、ニンナ・ナンナ（ベンヴェヌート・テルツィ）、エチュード第23番（コスト）、エボカシオン（フォルティア）、カンシオン・トリステ（フランシスコ・カリェーハ）、独創的幻想曲（ビーニャス）、亡き王女のためのパヴァーヌ（ラヴェル）、ミンストレル～前奏曲集第1巻より（ドビュッシー）
1998年12月録音（1999年4月発売）、CD（CROWN：CRCC-29）
64.「黎明期の日本ギター曲集」
組曲“花束”（1929）（松蟲草、あぢさいの唄、鬼けしの踊り、夕の木蓮、アマリゝスのボレロ、五つのギター独奏曲（1927～29）（三味線風の曲、怪奇な踊り、夜想曲、蟲（行進曲）、街の灯（前奏曲））、聖夜（1930）（以上、大河原義衛）、軒訪るる秋雨、小舞曲、落葉の精、いりあひ、木蓮ありて、やどかり、念誦、柴垣、糸を繰る女、黄色の花、星を見る （以上、武井守成）、DANZA（沢口忠左衛門）、Album de musica nacional No. 1（Preludio, Kusimotobusi, Magouta）（小倉俊）、毬つき遊び、秋の感傷、丘の教会堂、惜春賦（中野二郎）、ソナチネ（小船幸次郎）、月下の逍遥、秋の踊り、一つの道へ、春の望み、春の踊り（池上冨久一郎）
1998年12月録音（1999年8月発売）、CD（CROWN：CRCC-31）
65 - 66.「ヘイ・ジュード・イエスタデイ（ビートルズアルバム）」
ラヴ・ミー・ドゥ、蜜の味、P.S.アイ・ラヴ・ユー、オール・マイ・ラヴィング、シー・ラヴズ・ユー、ア・ハード・デイズ・ナイト、恋におちたら、アンド・アイ・ラヴ・ハー、エイト・デイズ・ア・ウィーク、 アイル・フォロー・ザ・サン、悲しみはぶっとばせ、涙の乗車券、夢の人、イエスタデイ、ノルウェーの森、ミッシェル、イン・マイ・ライフ、恋をするなら、ガール、エリナー・リグビー、ヒア・ゼア・アンド・エヴリホエア、イエロー・サブマリン、サージェント・ペパーズ・ロンリー・ハーツ・クラブ・バンド、ルーシー・イン・ザ・スカイ・ウィズ・ダイアモンズ、フール・オン・ザ・ヒル、ペニー・レイン、ユア・マザー・シュッド・ノウ、レディ・マドンナ、ブラックバード、アイ・ウィル、ジュリア、ヘイ・ジュード、マザー・ネイチャーズ・サン、ビコーズ、レット・イット・ビー、アクロス・ザ・ユニバース（ジョン・レノン＆ポール・マッカートニー etc.／山下和仁編）
1999年10月録音（2000年1月発売）、CD（CROWN：CRCC-7012-3）
67.「悪魔のカプリッチョ～カステルヌォーボ・テデスコを弾く」
悪魔のカプリッチョ（パガニーニ讃）Op. 85、世紀をわたる変奏曲Op. 71, ソナタニ長調（ボッケリーニ讃） Op. 77、ロンドOp. 129、「すてきなタバコ」による変奏曲Op. 95、組曲「エスカルラマン」（セルバンテスによる） Op. 177（カステルヌオーヴォ＝テデスコ）
2001年6月録音（10月発売）、CD（CROWN：CRCC-32）
68.「ザ・ブルーギター」
ノクターナルOP. 70（ブリテン）、5つのバガテル（ウィリアム・ウォルトン）、ザ・ブルーギター（マイケル・ティペット）、フォリオス（武満徹）
2001年6月録音（2002年1月発売）、CD（CROWN：CRCC-33）
69.「黎明期の日本ギター曲集第2集」
前奏曲第四番（小倉俊）、静に揺らぐ月影（中野二郎）、物語り、落葉、灯點し頃、歔欷（以上、池上冨久一郎）、香煙、前奏曲、練習曲、クライスラー讃歌 （以上、大河原義衛）、ESTUDIO（小栗孝之）、野遊び、即興曲、遅日の丘、無言詩、大利根、銀鱗（前奏曲）、萬花鏡、トリーノの思い出、或る夜（以上、武井守成）、アラ・ロンターナ（菅原明朗）、夜想曲（小船幸次郎）
2001年12月録音（2002年6月発売）、CD（CROWN：CRCC-34）
70.「主よ、人の望みの喜びよ～山下和仁 バッハ小品集」
目覚めよ、とわれらに呼ばわる物見らの声 BWV645, 主よ、人の望みの喜びよ～カンタータ第147番「心と口と行いと生命もて」BWV147, ラルゴ～チェンバロ協奏曲第5番第2楽章 BWV1056, コラール～マタイ受難曲 BWV244, 尊き御神の統べらすままにまつろい BWV691, 尊き御神の統べらすままにまつろい BWV690, 古き年は過ぎ去りぬ BWV614, 主イエス・キリストよ、われ汝に呼ばわる BWV639, プレリュード～パルティータ第1番 BWV825, プレリュード BWV931、来たれ、甘き死よ BWV478、アリオーソ―御者のアリア～カプリッチョ「最愛の兄の旅立ちに寄せて」BWV992, 蟹のカノン～「音楽の捧げ物」BWV1079,「アンナ・マグダレーナ・バッハのための音楽帳」よりメヌエット BWV。Anh. 116, ポロネーズ BWV。Anh. 119, おのが平安に帰り BWV511/512, メヌエット BWV。Anh. 120, メヌエット BWV。Anh. 121, ミュゼット BWV。Anh. 126, ポロネーズ BWV。Anh. 128
2003年4月録音（2003年8月発売）、CD（CROWN：CRCC-36）
71.「青い花～藤家溪子ギター曲集」
ギター・ソナタ第1番「青い花」、さくら・さくら、ゴンドラの櫂の歌、白い小舟
2004年5月録音（2004年9月発売）、CD（BMG：BVCC-31081）
72-73. 「無伴奏ヴァイオリンソナタ&パルティータ全曲」
無伴奏ヴァイオリンソナタ＆パルティータ全6曲 BWV1001-1006（J・S・バッハ／山下和仁編）
2004年10月録音（2004年11月発売）、CD（BMG：BVCC-34115-6）
74. 「ギター賛歌～未発表レコーディング」
祈りと踊り（ロドリーゴ）、パッサカリア～カプリッチョ・アルモニコ（ロンカッリ）、ファンダンギーリョOp. 36（トゥリーナ）、ギター賛歌（デ・ラ・マーサ）、スケルツィーノ・メヒカーノ（ポンセ）、ファンダンゴ（ロドリーゴ）
1979年4&9月録音（2004年9月発売）、CD（BMG：BVCC-35137）
75. 「アメイジング・グレイス～ギター小品集3」
アメイジング・グレイス（スコットランド民謡）、冷たい波と赤い血と（藤家渓子）、グリーンスリーブス（イングランド民謡）、3つの詩（藤家渓子）、 夏の名残のばら（アイルランド民謡）、4つの小品（F. マルタン）、インドの歌～歌劇「サトコ」より（リムスキー＝コルサコフ）、願い（R. ケイリー）、燈火節（藤家渓子）
2006年1月録音（2006年2月発売）、CD（CROWN：CRCC-37）
76. 「彼女らの美しき生活/山下紅弓、山下和仁」
朝、鶏たちと / 紙のお舟を川に浮かべて /自転車をこいで魔法の森へ / 雨滴は景色を塗りかえる / 星空の花火 / つっつく、つっつく、枝上の鳥が / 金魚の揺れる鉢 / 夕闇の愛しい調べ / 山の娘 / 小さな鳥追いたち / 遠い国の大晦日 / 波の子守唄（藤家溪子作曲）
2005年録音(2007年5月発売) 　CD(brinrinri:DQC-159 [KYBR-0701])
77. 「かさね/山下和仁＋バンビーニ（ギターカルテット）」
双調 / 黄鐘調 / 平調 / 盤渉調 / 太食調 / 壱越調 / 双調 / 黄鐘調 / 平調 / 盤渉調
2005, 07年録音(2007年6月発売) 　CD(brinrinri:DQC-160 [KYBR-0702])
78. 「みんなのにわとりさん / 愛陽（うた）、山下和仁＋バンビーニ（ギター）」
前奏曲 / Part 1 / 間奏曲/ Part 2（vocal: 愛陽,波父、guitars: 山下和仁+バンビーニ）、Part 1 / Part 2（vocal: 愛陽,波父,光鶴、guitars: 山下和仁+バンビーニ）、（紅弓（うた） & 山下和仁（ギター））
2008年録音(2008年3月発売)　CD (brinrinri:DQC-161 [KYBR-0801])
79. 「ソル・ギター曲集」
「粋な軽騎兵」による変奏曲 Op.27 / ディベルティメント Op.2 より アンダンティーノ / エチュード イ長調 Op.6-12 アンダンテ / エチュード 変ロ長調 Op.29-13 アンダンテ レント /  エチュード ニ長調 Op.29-20 モデラート / エチュード ホ短調 Op.29-18 アンダンテ /  エチュード イ長調 Op.35-20 テンポ・ディ・メヌエット / エチュード ロ短調 Op.35-22 アレグレット “月光” / エチュード ホ長調 Op.31-23 敬虔な祈りのように / 「マルボローは戦争に行く」による変奏曲 Op.28 / 静けさ Op.50
2009年録音(2011年1月発売)　CD (brinrinri:DQC-632 [KYBR-1010])
80. 「ランクラージュマン　山下和仁＋山下紅弓ギターデュオ」
ランクラージュマン Op.34 （ソル）/ディベルティメント Op.38 (ソル) /ゴイェスカスの間奏曲 (グラナドス / 山下編）/さようなら美しいモレーナ (ヴィラ＝ロボス～サビオ編曲）/小さな羊、太った羊（ヴィラ＝ロボス～サビオ編曲）/２つのマンドリンのための協奏曲よりアンダンテ（ヴィヴァルディ/山下編）/スペイン舞曲第1番（ファリャ / 山下編）/アンダンテ (カル)/ギター二重奏のためのソナタ（作者不詳） 月光(ソル/フォルテア）/ローテーショナル　シンメトリー （ダラ・ハインツ）
2017年録音（2017年4月21日発売）CD[brinrinri / KYBR-1701]
81. 「ソル・エチュード選集１：３０のエチュード」
12の練習曲 Op. 6 より　No.1,2,4,5,6,7,11 12の練習曲 Op. 29より　 No. 14,15,16,21,23,24  24の漸進的なレッスン Op. 31 より　No.12,13,15,18,19,22,24  24の非常にやさしい課題曲 Op. 35 より　No.2,4,5,6,12,16,17,18,19,24
2009年録音(2017年10月発売)　CD (brinrinri:[KYBR-1703])
82. 「ソル・エチュード選集２：２４の漸進的な小品 Op. 44」
2009年録音(2017年10月発売)　CD (brinrinri:[KYBR-1704])
83. 「ソル・エチュード選集３：ギター練習への入門 Op.60」
2009年録音(2017年10月発売)　CD (brinrinri:[KYBR-1705])
84. 「ソル・３つの社交界の小品 Op.33、６つのディヴェルティメント第１集第２集 Op.1&2 」
3つの社交界の小品 Op.33 6つのディヴェルティメント第1集 Op.1  6つのディヴェルティメント第2集 Op.2
2009年録音（2019年1月25日発売）CD[brinrinri: [KYBR-1901]
85. 「ソル・エチュード選集４：３１のエチュード（Op.6, 29, 31, 35より） 」
12の練習曲 Op. 6 より　No.3,9 12の練習曲 Op. 29より　 No. 17,19,22  24の漸進的なレッスン Op. 31 より　No.1,2,3,4,5,6,7,8,9,11,14,16,17,20,21  24の非常にやさしい課題曲 Op. 35 より　No.1,3,7,8,10,11,13,14,15,2123
2009年録音(2017年10月発売)　CD (brinrinri: [KYBR-1902])
86. 「ソル・幻想曲集」
幻想曲Op.7. 10. 59. 30, 21,4
1987年録音（2019年12月発売） CD (brinrinri: [KYBR-1903])
87. 「プラテーロとわたし（ギター・ソロ版）」
プラテーロ / アンジェラスの鐘 / 帰り道 / 春 / 井戸 / すずめ / 愁い / 月 / 夕暮れのあそび / ロンサール / 結核の少女 / 追憶 / 白い蝶 / 四月の牧歌 / カナリヤがにげた / 子守むすめ / 死 / つばめ /日曜日 / モゲールの空にいるプラテーロへ
1993年録音（2020年8月発売） CD (brinrinri: [KYBR-2001])
88. 「カランダール王子の物語  ◎ 山下和仁+山下紅弓 ギターデュオ Ⅱ」
ソナタNo.37 & 8（セイシャス/山下和仁編）、エア, メヌエット,メヌエット（ヘンデル/山下和仁編）、かっこう（ルイ＝クロード・ダカン/リヨベート編）、セレナータ（ハイドン/フォルテア編）、カノン, グラーヴェ（テレマン/山下和仁編）、ソナチネ　ハ長調（ベートーヴェン/山下和仁編）、ソナタNo.25, 33 & 79（チマローザ/山下和仁編）、ガボット ~ イギリス組曲第３番より（バッハ/山下和仁編）、ソナタ K-9（スカルラッティ/山下和仁編）、シェヘラザードより「カランダール王子の物語」「若い王子と王女」（リムスキー＝コルサコフ/山下和仁編）
2019年録音（2020年12月発売） CD (brinrinri: [KYBR-2002])
89. 「スライドワルツ 〜 山下和仁＋山下紅弓ギターデュオⅢ」
スライドワルツ（作者不詳/エリス伝）、ロンド（レオンハルト・フォン・カル）、６つのワルツ Op.39（ソル）、ガボット ~ イギリス組曲第６番より, 蟹のカノン（バッハ/山下和仁編）、オリエンタル（グラナドス/山下和仁編）、ガボット（ルクレール/山下和仁編）、ロシアの思い出 Op.63（ソル）
2020年録音（2020年12月発売） CD (brinrinri: [KYBR-2003])

### その他
- CD「尾高賞受賞作品6」(KICC 3061) 収録の「ギター協奏曲第2番 恋すてふ」（藤家渓子）に、ギター奏者として録音参加。共演は外山雄三指揮、NHK交響楽団。
- 藤家渓子の音楽エッセイ集「小鳥の歌のように、捉えがたいヴォカリーズ」(ISBN 4-487-80089-7) の付録CDに、娘とのギターデュオ演奏による「山羊脚マルシャスの物語 Op. 76より」「かさね Op. 84より」の2曲が収録。
- その他、名曲集などでのカップリングCD多数。

### 再発売でカップリングの違うもの
「展覧会の絵&火の鳥」
組曲「展覧会の絵」（ムソルグスキー／山下和仁編）、火の鳥（ストラヴィンスキー／山下和仁編）
1990年9月発売CD（BMG：BVCC-2501）、1994年6月発売CD（BMG：BVCC9390、BVCC-37291）
「シェエラザード/山下和仁&尚子」
交響組曲「シェエラザード」（リムスキ＝コルサコフ／山下和仁編）、小組曲、パスピエ（ドビュッシー）、ディベルティメント（フランセ）、グリーンスリーブス変奏曲（シャイト）、月光（ソル＆フォルティア）
1990年9月発売、CD（BMG：BVCC-2502）
「魔笛の主題による変奏曲/F. ソル名曲集」
第7幻想曲、幻想曲、6つのアリア、シンデレラ、魔笛の主題による変奏曲、セレナード（以上ソロ）、ランクラージュマン、ロシアの思い出（第2ギター：山下尚子）
1990年4月発売、CD（VICTOR：VICC-12）
「ミュージック・オブ・スペイン」
コンポステラ組曲（モンポウ）、祈祷と踊り（ロドリーゴ）、幻想ソナタ（マネン）、アルハンブラの想い出（タレガ）、ファンダンゴ（ロドリーゴ）、内なる想い（アセンシオ）、独創的幻想曲（ヴィニアス）、ギター讃歌（デ・ラ・マーサ）
1992年5月発売、CD（BMG：BVCC2527）
「バッハセット」
無伴奏ヴァイオリンソナタ＆パルティータ全6曲 BWV1001-1006, 無伴奏チェロ組曲全6曲 BWV1007-1012, 組曲 BWV996, パルティータ BWV997, プレリュード・フーガ＆アレグロ BWV998、プレリュード BWV999, パルティータ BWV1013（J・S・バッハ／山下和仁編）
1992年12月発売、CD5枚組（CROWN：CRCC-7005-9）

### LD
1. 「四季/L. コリエル（ジャズギター）&山下和仁」
四季（ヴィヴァルディ／コリエル、山下和仁、渡辺香津美、大島ミチル編）
LD（パイオニア SMO58-0022）
2. 「スペインの饗食/スペイン放送交響楽団ライブ」
ロドリーゴ「アランフェス協奏曲」協演：アント二・ロス・マルバ　指揮、スペイン放送交響楽団
LD（NECアベニュー A78L-3004）
※いずれも廃盤につき入手困難。

### DVD
「鳥の歌／小品集」
コンポステラの歌（作者不詳）、アルハンブラの思い出（タレガ）、セゴビア（A. ルーセル）、中央アジアの草原にて（アレクサンドル・ボロディン）、雨だれ（リンゼイ）、ロマンティックな一葉（ペドレル）、アレグロ～「5本の指で」（ストラヴィンスキー）、禁じられた遊び（スペイン民謡）、サラバンド（プーランク）、セゴビアーナ（ミヨー）、アギレへの讃歌「ノルテーニャ」（クレスポ）、タランテラ 作品38-22～25の練習曲集（コスト）、歌と踊り 第1番（ピポー）、蜘蛛の歌 作品27の4（シベリウス）、ルイス・アロンソの結婚式（ヒメネス）、前奏曲第11番（タレガ）、カンタービレ（ディオニシオ・アグアド）、鳥の歌（カタロニア民謡）
1991年6月録画、1991年9月LD発売（日本クラウン：CRLC-1001）、2002年6月DVD発売（日本クラウン：CRBC-1）